# Jean François Porchez

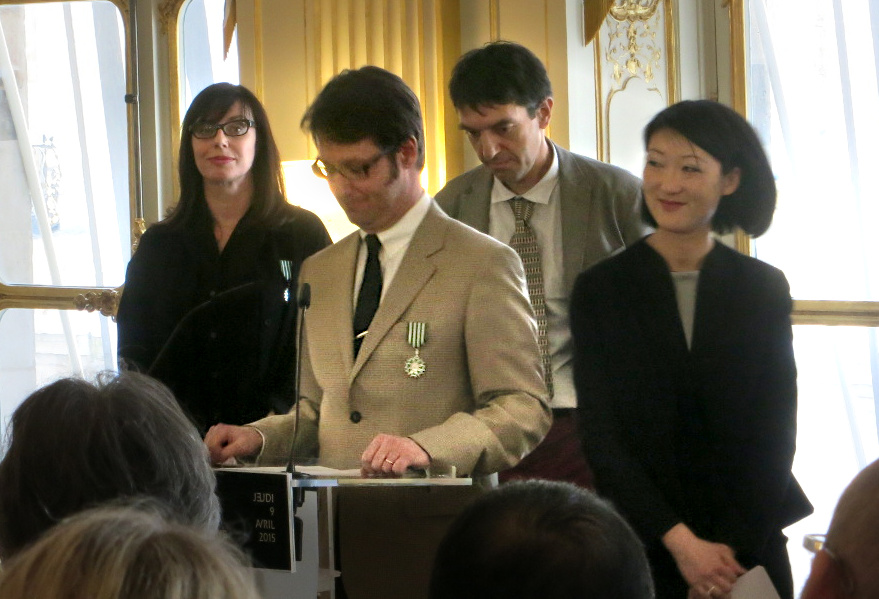
Jean François Porchez

Jean François Porchez (Parijs, 1964) is een Franse ontwerper van lettertypes. 
In 1994 sticht Porchez Typofonderie. Tussen 2004 en 2007 was hij voorzitter van ATypI. Hij is medestichter van ZeCraft, een ontwerpbureau van lettertypes, logotypes en typografie op maat.

## Lettertypes
Porchez ontwierp onder meer volgende lettertypes:
| - Allumi (2009) - Ambroise Ambroise (2001) Ambroise Firmin (2001) Ambroise François (2001) - FF Angie (1989–1995) - FF Angie Pro (2010) - Angie Sans (1994) - Anisette (1996) - Anisette Petite (2001) - Apolline (1993–1995) - Ardoise (2010) - AW Conqueror AW Conqueror Sans (2010) AW Conqueror Slab (2010) AW Conqueror Inline (2010) AW Conqueror Didot (2010) AW Conqueror Carved (2010) - Bienvenue (2000, voor France Télécom) - Charente (2000) - Costa (1999) Costa PTF (2004) | - Deréon (2005) - Henderson Henderson Serif (2006) Henderson Sans (2006-2009) - Le Monde (voor Le Monde) Le Monde Courrier (1997) Le Monde Journal (1994) Le Monde Livre (1997) Le Monde Livre Classic (1999) Le Monde Sans (1994) - Mencken Mencken Head (2005) Mencken Text (2005) - Parisine Parisine (1996, voor RATP) Parisine Office (2005) Parisine Plus (1999) - Retiro (2006–2010) - Sabon Next (2002) - Vuitton Persona (2007–2010, voor Louis Vuitton) |